# TUBA4A
TUBA4A‏ (Tubulin alpha 4a) هوَ بروتين يُشَفر بواسطة جين TUBA4A في الإنسان.

## الوظيفة
تؤدي الأنابيب الدقيقة في الهيكل الخلوي حقيقيات النوى وظائف أساسية ومتنوعة، وتتكون من ثنائي غير متجانس من ألفا وبيتا تيوبيولين. تُشَفِّر الجينات المُشَفِّرة لمكونات هذه الأنابيب الدقيقة فصيلة التوبيولين، التي تتكون من ست فصائل مُتميزة. توجد جينات من عائلات ألفا وبيتا وجاما توبيولين في جميع حقيقيات النوى. تُمثِّل ألفا وبيتا توبيولين المكونات الرئيسية للأنابيب الدقيقة، بينما يلعب جاما توبيولين دورًا حاسمًا في تكوين نواة الأنابيب الدقيقة. توجد جينات متعددة لألفا وبيتا توبيولين، وهي محفوظة بشكل كبير بين الأنواع. يُشَفِّر هذا الجين ألفا توبيولين، وهو مُشابه محفوظ بشكل كبير لألفا توبيولين خاص بخصية الجرذان.

## التفاعل
لقد ثبت أن TUBA4A يتفاعل مع NCOA6 وداء السلائل القولوني الورمي الغدي.